# Mario Atencio
Mario Ismael Atencio, político y funcionario argentino.
En el año 1961, el entonces interventor federal en la provincia de Córdoba, doctor Jorge Bermúdez Emparanza, designó a Atencio para ocupar el cargo de ministro de gobierno, jurando el día 20 de marzo de dicho año.

## Interventor federal
El 22 de marzo de 1962, Bermúdez Emparanza eleva su renuncia al cargo de interventor, delegándolo en el ministro Atencio, quien asumió interinamente.
Poco antes, se habían llevado a cabo los comicios, realizándose el 2 de abril la proclamación de las autoridades electas. El 26 de marzo arribó a Córdoba Felipe, duque de Edimburgo, quien fue agasajado cordialmente; y días después se desarrolló con normalidad el Segundo Congreso de Derecho del Trabajo.
El día 23 de abril, el presidente Guido anuló las elecciones que se habían realizado. El Dr. Atencio se negó a continuar al frente de la intervención , la cual fue asumida por Aniceto Pérez.